# Campionati mondiali di slittino 2011
I Campionati mondiali di slittino 2011, quarantaduesima edizione della manifestazione organizzata dalla Federazione Internazionale Slittino, si tennero il 29 e 30 gennaio 2011 a Cesana Torinese, in Italia, sulla pista Cesana Pariol, la stessa sulla quale si svolsero le competizioni del bob, dello slittino e dello skeleton ai Giochi di Torino 2006; furono disputate gare in tre differenti specialità: nel singolo uomini, nel singolo donne e nel doppio, mentre la prova a squadre, inizialmente in programma, fu annullata a causa di un problema tecnico del software che comandava il cancelletto di partenza.
Vincitrice del medagliere fu la nazionale tedesca, capace di conquistare un titolo e quattro medaglie sulle nove assegnate in totale: quella d'oro fu vinta da Tatjana Hüfner nel singolo donne, al suo terzo trionfo dopo quelli ottenuti ad Igls 2007 e ad Oberhof 2008; la gara del doppio vide la vittoria della coppia austriaca formata dai fratelli Andreas e Wolfgang Linger, che bissarono il titolo conquistato a Sigulda 2003, mentre nel singolo uomini l'oro andò al rappresentante della squadra italiana Armin Zöggeler, giunto alla sua sesta vittoria iridata nella specialità dopo quelle ottenute a Lillehammer 1995, a Schönau am Königssee 1999, a Calgary 2001, a Sigulda 2003 ed a Park City 2005, che fece di lui il primo slittinista capace di laurearsi campione mondiale per sei volte.
In quest'edizione per la prima volta vennero inoltre assegnati i titoli mondiali under 23: la FIL decise infatti di premiare con questo titolo gli atleti che non avessero ancora compiuto il ventitreesimo anno di età e che si fossero meglio piazzati nelle tre gare iridate del singolo uomini, del singolo donne e del doppio.

## Risultati

### Singolo uomini
La gara fu disputata il 29 gennaio nell'arco di due manches e presero parte alla competizione 37 atleti in rappresentanza di 18 differenti nazioni; campione uscente era il tedesco Felix Loch, che concluse la prova al secondo posto, ed il titolo fu conquistato dall'italiano Armin Zöggeler, già campione mondiale a Lillehammer 1995, a Schönau am Königssee 1999, a Calgary 2001, a Sigulda 2003 ed a Park City 2005 nonché campione olimpico a Salt Lake City 2002 ed a Torino 2006, mentre terzo giunse l'altro tedesco Andi Langenhan, che bissò il bronzo ottenuto ad Oberhof 2008. Con questo trionfo Zöggeler divenne il primo atleta a conquistare sei titoli mondiali.
La speciale classifica riservata agli under 23 vide primeggiare il tedesco Felix Loch sui due austriaci Wolfgang Kindl e Reinhard Egger.
| Pos. | Atleti          | Nazione  | Tempo    | Distacco |
| ---- | --------------- | -------- | -------- | -------- |
|      | Armin Zöggeler  | Italia   | 1'43"538 |          |
|      | Felix Loch      | Germania | 1'43"559 | +0"021   |
|      | Andi Langenhan  | Germania | 1'44"013 | +0"475   |
| 4    | David Möller    | Germania | 1'44"121 | +0"583   |
| 5    | Reinhold Rainer | Italia   | 1'44"171 | +0"633   |
| 6    | Daniel Pfister  | Austria  | 1'44"176 | +0"638   |
| 7    | Jan Eichhorn    | Germania | 1'44"224 | +0"686   |
| 8    | Wolfgang Kindl  | Austria  | 1'44"267 | +0"729   |
| 9    | Viktor Knejb    | Russia   | 1'44"445 | +0"907   |
| 10   | Mārtiņš Rubenis | Lettonia | 1'44"482 | +0"944   |

### Singolo donne
La gara fu disputata il 29 gennaio nell'arco di due manches e presero parte alla competizione 26 atlete in rappresentanza di 13 differenti nazioni; campionessa uscente era la statunitense Erin Hamlin, che concluse la prova al quattordicesimo posto, ed il titolo fu conquistato dalla tedesca Tatjana Hüfner, già campionessa mondiale ad Igls 2007 e ad Oberhof 2008 ed oro olimpico a Vancouver 2010, davanti alla connazionale Natalie Geisenberger, alla sua terza medaglia iridata d'argento consecutiva, ed alla canadese Alex Gough.
La speciale classifica riservata agli under 23 vide primeggiare la tedesca Natalie Geisenberger sulla connazionale Carina Schwab e l'italiana Sandra Gasparini.
| Pos. | Atleti               | Nazione  | Tempo    | Distacco |
| ---- | -------------------- | -------- | -------- | -------- |
|      | Tatjana Hüfner       | Germania | 1'33"969 |          |
|      | Natalie Geisenberger | Germania | 1'34"243 | +0"274   |
|      | Alex Gough           | Canada   | 1'34"413 | +0"444   |
| 4    | Nina Reithmayer      | Austria  | 1'34"470 | +0"501   |
| 5    | Anke Wischnewski     | Germania | 1'34"591 | +0"622   |
| 6    | Carina Schwab        | Germania | 1'34"658 | +0"689   |
| 7    | Veronika Halder      | Austria  | 1'34"947 | +0"978   |
| 8    | Martina Kocher       | Svizzera | 1'35"014 | +1"045   |
| 9    | Aleksandra Rodionova | Russia   | 1'35"041 | +1"072   |
| 10   | Sandra Gasparini     | Italia   | 1'35"131 | +1"162   |

### Doppio
La gara fu disputata tra il 29 ed il 30 gennaio nell'arco di due manches e presero parte alla competizione 40 atleti in rappresentanza di 11 differenti nazioni; campioni uscenti erano gli italiani Gerhard Plankensteiner ed Oswald Haselrieder, nel frattempo ritiratisi dalle competizioni, ed il titolo fu conquistato dai fratelli austriaci Andreas e Wolfgang Linger, già campioni iridati a Sigulda 2003 e medaglie d'oro olimpiche a Torino 2006 ed a Vancouver 2010, davanti agli azzurri Christian Oberstolz e Patrick Gruber ed all'altra coppia di fratelli, i lettoni Andris e Juris Šics, che vinsero la medaglia d'argento ai Giochi di Vancouver 2010.
La speciale classifica riservata agli under 23 vide primeggiare gli italiani Ludwig Rieder e Patrick Rastner sui canadesi Tristan Walker e Justin Snith ed i tedeschi Toni Eggert e Sascha Benecken.
| Pos. | Atleti                                       | Nazione     | Tempo    | Distacco |
| ---- | -------------------------------------------- | ----------- | -------- | -------- |
|      | Andreas Linger Wolfgang Linger               | Austria     | 1'33"280 |          |
|      | Christian Oberstolz Patrick Gruber           | Italia      | 1'33"512 | +0"232   |
|      | Andris Šics Juris Šics                       | Lettonia    | 1'33"728 | +0"448   |
| 4    | Vladislav Južakov Vladimir Machnutin         | Russia      | 1'33"739 | +0"459   |
| 5    | Ludwig Rieder Patrick Rastner                | Italia      | 1'34"058 | +0"778   |
| 6    | Hans Peter Fischnaller Patrick Schwienbacher | Italia      | 1'34"071 | +0"791   |
| 7    | Matthew Mortensen Preston Griffall           | Stati Uniti | 1'34"127 | +0"847   |
| 8    | Tristan Walker Justin Snith                  | Canada      | 1'34"146 | +0"866   |
| 9    | Ronny Pietrasik Christian Weise              | Germania    | 1'34"151 | +0"871   |
| 10   | Toni Eggert Sascha Benecken                  | Germania    | 1'34"193 | +0"913   |

### Gara a squadre
La gara si sarebbe dovuta disputare il 30 gennaio ed ogni squadra nazionale avrebbe preso parte alla competizione con una sola formazione; nello specifico la prova doveva vedere la partenza di una "staffetta" composta da un singolarista uomo ed uno donna, nonché da un doppio per ognuna delle 11 formazioni iscritte, ma a causa di un problema tecnico del software che comandava il cancelletto di partenza impedendone l'apertura, la direzione di gara fu costretta a cancellare la prova dal programma delle competizioni.
Ad assistere alla gara era presente anche una commissione del CIO, che solo pochi mesi più tardi si sarebbe dovuto esprimere in maniera definitiva circa l'inserimento di questa specialità nel programma olimpico; nonostante questo intoppo la delegazione del CIO si disse comunque positivamente impressionata dalla formula di gara e si ripresentò dunque, insieme all'allora presidente del Comitato Olimpico Jacques Rogge, a Sigulda, in occasione dell'ultima tappa stagionale della Coppa del Mondo, quando i problemi che avevano afflitto la gara iridata erano stati ormai risolti; la prova si svolse senza alcun ostacolo e lo stesso Rogge espresse parole di vivo apprezzamento per la tipologia di competizione. Grazie a ciò, al meeting del CIO tenutosi ad aprile di quello stesso anno a Londra, fu ratificato l'ingresso della specialità nel programma olimpico, che debuttò così ai Giochi di Soči 2014.

## Medagliere
| Posizione | Nazione  | Oro | Argento | Bronzo | Totale |
| --------- | -------- | --- | ------- | ------ | ------ |
| 1         | Germania | 1   | 2       | 1      | 4      |
| 2         | Italia   | 1   | 1       | 0      | 2      |
| 3         | Austria  | 1   | 0       | 0      | 1      |
| 4         | Canada   | 0   | 0       | 1      | 1      |
| 4         | Lettonia | 0   | 0       | 1      | 1      |
| Totale    | Totale   | 3   | 3       | 3      | 9      |